# Leiboldiinae
Leiboldiinae H. Rob., 1999 è una sottotribù di piante angiosperme dicotiledoni appartenenti alla famiglia delle Asteraceae.

## Etimologia
Il nome scientifico di questa sottotribù deriva dal suo genere tipo Leiboldia Schltdl., ed è stato definito per la prima volta dal botanico americano Harold E. Robinson (1932 - ) nella pubblicazione "Smithsonian Contributions to Botany. Washington, DC - 89: 8 (1999)" del 1999.

## Descrizione
Il portamento delle piante di questa sottotribù è fruticoso (aspetto arbustivo) con rizomi.  La pubescenza può essere fatta di semplici peli ma anche di bianco tomento. Gli organi interni di queste piante contengono lattoni sesquiterpenici.
Le foglie lungo il fusto sono disposte in modo alterno. La lamina è intera generalmente a forma lanceolata con bordi percorsi da peli (Stramentopappus) o da minuti denti; le venature sono pennate. La pubescenza è varia (da peli semplici, stipitati o tomentosa).
Le infiorescenze sono di tipo corimboso formate da pochi capolini con ognuno fino a 100 – 120 fiori. In Leiboldia frammisti ai capolini sono presenti delle brevi brattee. In Lepidonia i capolini sono posizionati all'ascella delle foglie o sono terminali. La struttura dei capolini è quella tipica delle Asteraceae: un peduncolo sorregge un involucro composto da diverse squame (o brattee) disposte su più serie (vedi tabella) che fanno da protezione al ricettacolo sul quale s'inseriscono diversi fiori di tipo tubuloso. Le brattee, persistenti, in genere si dividono in esterne e interne; quelle esterne sono tomentose a consistenza fogliosa, quelle interne sono più scariose con apici rossicci. Il ricettacolo in genere è privo di pagliette.
I fiori (vedi tabella per il numero) sono tetra-ciclici (ossia sono presenti 4 verticilli: calice – corolla – androceo – gineceo) e pentameri (ogni verticillo ha in genere 5 elementi). I fiori sono inoltre ermafroditi e attinomorfi.
- Formula fiorale:

*/x K {\displaystyle \infty }, [C (5), A (5)], G 2 (infero), achenio
- Calice: i sepali del calice sono ridotti ad una coroncina di squame.
- Corolla: le corolle sono tubulose a 5 denti e sono colorate da lavanda a purpureo.
- Androceo: gli stami sono 5 con filamenti liberi e distinti, mentre le antere sono saldate in un manicotto (o tubo) circondante lo stilo.[7] Le appendici delle antere sono sclerificate e glabre (e senza ghiandole). Le teche delle antere sono caudate (sagittate) con basi arrotondate. Il polline è tricolporato (con tre aperture sia di tipo a fessura che tipo isodiametrica o poro) ed echinato (con punte).[8]
- Gineceo: lo stilo è filiforme con base nodosa (Leiboldia), oppure no (Lepidonia). Gli stigmi dello stilo sono due, profondamente divergenti e pelosi.  L'ovario è infero uniloculare formato da 2 carpelli. Gli stigmi hanno la superficie stigmatica interna (vicino alla base).[9]

I frutti sono degli acheni con pappo. Gli acheni di solito sono a forma cilindrica con più coste; sono inoltre glabri. Sono presenti idioblasti (pochi o numerosi) e rafidi di tipo subquadrato e sono privi di fitomelanina. A volte nella zona apicale dell'achenio è presente un anello all'interno del quale è posizionato il pappo. Il pappo è setoloso (uniseriale in Leiboldia; biseriale in Lepidonia; multiseriale in Stramentopappus). Le setole possono essere ampie e di colore giallo o bianco.

### Struttura dell'involucro, del capolino e dell'achenio
| Genere          | Numero brattee dell'involucro | Numero fiori per capolino | Numero coste dell'achenio |
| --------------- | ----------------------------- | ------------------------- | ------------------------- |
| Bolanosa        | circa 40 in circa 3 serie     | circa 45                  | 6 - 7                     |
| Leiboldia       | circa 100 in circa 6 serie    | 100 -120                  | 4 - 5                     |
| Lepidonia       | circa 100 in circa 8 serie    | circa 100                 | 4 - 5                     |
| Stramentopappus | 100 - 130 in circa 8 serie    | circa 110                 | 5                         |

## Biologia
- Impollinazione: l'impollinazione avviene tramite insetti (impollinazione entomogama tramite farfalle diurne e notturne).
- Riproduzione: la fecondazione avviene fondamentalmente tramite l'impollinazione dei fiori (vedi sopra).
- Dispersione: i semi (gli acheni) cadendo a terra sono successivamente dispersi soprattutto da insetti tipo formiche (disseminazione mirmecoria). In questo tipo di piante avviene anche un altro tipo di dispersione: zoocoria. Infatti gli uncini delle brattee dell'involucro si agganciano ai peli degli animali di passaggio disperdendo così anche su lunghe distanze i semi della pianta.

## Distribuzione e habitat
Tutte le specie sono di origine americana e in particolare del Messico.

## Tassonomia
La famiglia di appartenenza di questa voce (Asteraceae o Compositae, nomen conservandum) probabilmente originaria del Sud America, è la più numerosa del mondo vegetale, comprende oltre 23.000 specie distribuite su 1.535 generi, oppure 22.750 specie e 1.530 generi secondo altre fonti (una delle checklist più aggiornata elenca fino a 1.679 generi). La famiglia attualmente (2021) è divisa in 16 sottofamiglie.

### Filogenesi

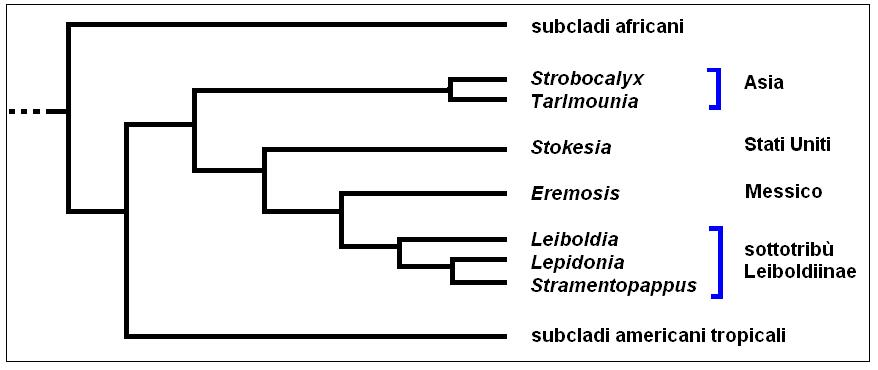
Cladogramma della sottotribù

Le specie di questo gruppo sono descritte all'interno della tribù Vernonieae Cass. della sottofamiglia Vernonioideae Lindl.. Questa classificazione è stata ottenuta ultimamente con le analisi del DNA delle varie specie del gruppo. Da un punto di vista filogenetico in base alle ultime analisi sul DNA la tribù Vernonieae è risultata divisa in due grandi cladi: Muovo Mondo e Vecchio Mondo. I generi di Leiboldiinae sono posizionati in un piccolo subclade centro-americano tra i cladi del Nuovo e Vecchio Mondo. Nelle varie analisi filogenetiche questa sottotribù è risultata la prima a separarsi dal gruppo del Nuovo Mondo.  (vedi il cladogramma a lato tratto dalla pubblicazione citata e semplificato).
La sottotribù, e quindi i suoi generi, si distingue per i seguenti caratteri:
- queste piante contengono sesquiterpeni glicosidi;
- la pubescenza è fatta di peli semplici;
- gli acheni sono privi di fitomelanina
- l'areale di questo gruppo è il Messico e l'America Centrale.

In precedenza la tribù Vernonieae, e quindi la sottotribù Leiboldiinae, era descritta all'interno della sottofamiglia Cichorioideae.
Il numero cromosomico delle specie di questa sottotribù è 2n = 38.

### Composizione della sottotribù
La sottotribù comprende 4 generi e 14 specie.

| Genere                              | N. specie                       | Distribuzione                            | Caratteri specifici |
| ----------------------------------- | ------------------------------- | ---------------------------------------- | --- |
| BolanosaA. Gray, 1852               | Una specie: B. coulteri A. Gray | Messico (meridionale)                    | Il ricettacolo ha le pagliette. - Nella zona apicale dell'achenio non è presente l'anello per il posizionamento del pappo. - Il pappo possiede una sola lunga riga di setole bianche. - Lo stilo possiede alla base un distinto nodo.          |
| Leiboldia Schltdl. ex Gleason, 1906 | 2                               | Messico (meridionale)                    | Il ricettacolo è sprovvisto di pagliette. - All'apice degli acheni è presente un anello (non sclerificato) che fa da base al pappo. - Il pappo possiede una sola lunga riga di setole bianche. - Lo stilo possiede alla base un distinto nodo. |
| Lepidonia S.F.Blake, 1936           | 9                               | Messico (meridionale) e America centrale | L'achenio è privo dell'anello apicale sul quale sono inserite le serie del pappo. - Le brattee dell'involucro spesso hanno degli apici ampi e ornati.                                                                                          |
| Stramentopappus H.Rob. & Funk, 1987 | 2                               | Messico (meridionale)                    | Nella zona apicale dell'achenio è presente un anello all'interno del quale è posizionato il pappo. - Le brattee dell'involucro sono provviste di apici stretti.                                                                                |